# Ambulyx chinensis
Ambulyx chinensis är en fjärilsart som beskrevs av Clark 1922. Ambulyx chinensis ingår i släktet Ambulyx och familjen svärmare. Inga underarter finns listade i Catalogue of Life.